# L'Équation de l'apocalypse
Pour plus de détails, voir Fiche technique et Distribution.
L'Équation de l'apocalypse (titre original : Annihilation Earth) est un téléfilm de science-fiction réalisé par Nick Lyon et produit par The Asylum.

## Synopsis
David Wyndham (Luke Goss) est un brillant physicien, confronté à un monde au bord du désastre économique et écologique. Il doit discerner si la destruction d’une installation de collisionneur de pointe était l’œuvre de terroristes ou le résultat de ses propres erreurs de calcul. Sous la pression intense d’un diplomate de l’ONU (Marina Sirtis), David mène son équipe de scientifiques dans un désert radioactif. Il commence bientôt à soupçonner qu’il est devenu involontairement un pion dans un complot international visant à remodeler le paysage politique du globe. Il ne sait pas à qui il peut faire confiance, et soupçonne même son meilleur ami et partenaire, Raja (Colin Salmon), de conspirer contre lui. David doit mener une course contre la montre pour résoudre le mystère et arrêter non seulement la déstabilisation de la planète, mais aussi la déchirure du tissu de l’espace et du temps.

## Distribution
- Luke Goss : David
- Marina Sirtis : Paxton
- Colin Salmon : Raja[1] Rahim Bashir[3]
- Louise Cliffe : Nya
- Theo Cross : Masen[4]
- Ryan Spike Dauner : Scientifique #1
- Velizar Binev : Scientifique #2[3]
- Didem Erol : Ellie
- Laura Giosh : Reporter #1
- Todd Jensen : Intervieweur
- Brian Landon : Scientifique #3
- John Laskowski : Agent Smith
- Iliana Lazarova : Présentateur des nouvelles
- Yana Marinova : Clarissa
- Velislav Pavlov : Khaled
- Xenia Seeberg : Muireann[4]
- Casey Angelova : Présentatrice américaine
- Serah Henesey : Ellie
- Hristo Mitzkov : Sismologue[3]

## Sortie
Le tournage du film a eu lieu à Budapest, Bulgarie. Il est sorti le 12 décembre 2009 aux États-Unis.